# احتجاجات هونغ كونغ 2014
احتجاجات هونغ كونغ في عام 2014، ويشار إليها أيضا بثورة المظلات، هي احتجاجات بدأت في هونغ كونغ في سبتمبر 2014 عندما تظاهر دعاة مؤيدون للديمقراطية في هونغ كونغ خارج مقر الحكومة واحتلوا عدة تقاطعات في المدينة الرئيسية  بعدما أعلنت اللجنة الدائمة لمؤتمر الشعب الوطني (NPCSC) قرارها بشأن الإصلاح المقترح للنظام الانتخابي. تطلب اللجنة الدائمة أن تكون هناك لجنة ترشيح تقوم بانتخاب ثلاثة مرشحين للانتخابات الشعبية على الأكثر قبل إجراء التصويت الشعبي. وبعد الانتخابات، سيُعيَّن الرئيس التنفيذي المنتخب رسميا من قبل الحكومة المركزية قبل توليه منصبه رسميا.
بدأ اتحاد هونغ كونغ للطلبة والباحثية في الاحتجاج أمام مقر الحكومة في 22 سبتمبر أيلول 2014. في مساء يوم 26 سبتمبر اخترق عدة مئات من المتظاهرين حاجزا أمنيا ودخلوا مقدمة ساحة مجمع الحكومة المركزية، والذي تم منع الجمهور من دخوله منذ يوليو 2014. قام الضباط بفرض طوقا حول المحتجين داخل الفناء وقاموا بتقييد حركتهم خلال المساء من ذلك اليوم، وفي نهاية المطاف أبعدوهم بالقوة في اليوم التالي، بما في ذلك الزعيم الطلابي جوشوا ونغ، الذي تم اعتقالة مؤخرا لأكثر من 40 ساعة. أعلنت حركة احتلوا المركزي (المجمع المركزي) أنها ستبدأ حملة للعصيان المدني على الفور.
يوم 28 سبتمبر، سار المحتجون واحتلوا طريق هاركورت وشرعوا في احتلال طريق كوينزواي أيضا، وسدوا كل الطرق الشريانية التي تربط الشرق بالغرب في الجزء الشمالي من جزيرة هونغ كونغ. بعد عدة ساعة من المواجهة، حاولت الشرطة تفريق المحتجين باستخدام رذاذ الفلفل والغاز المسيل للدموع ومدافع المياه.

## خلفية

### الخلفية السياسية
نتيجةً للمفاوضات واتفاق عام 1984 بين الصين وبريطانيا، أعيدت هونغ كونغ إلى الصين وأصبحت أول منطقة إدارية خاصة فيها في 1 تموز / يوليو 1997، بموجب مبدأ «بلد واحد ونظامان مختلفان». لدى هونغ كونغ نظام سياسي مختلف عن البر الصيني الرئيسي. يعمل القضاء المستقل في هونغ كونغ بموجب إطار القانون العام. قانون هونغ كونغ الأساسي، هو الوثيقة الدستورية التي صاغها الجانب الصيني قبل التسليم، بناءً على الشروط المنصوص عليها في الإعلان الصيني البريطاني المشترك، وإدارة نظامها السياسي، وينص أن تحظى هونغ كونغ بدرجة عالية من الاستقلالية في جميع الأمور باستثناء العلاقات الخارجية والدفاع العسكري. وينص الإعلان على أن تحافظ المنطقة على نظامها الاقتصادي الرأسمالي وتضمن حقوق وحريات شعبها لمدة 50 سنة على الأقل بعد التسليم عام 1997. إن الضمانات المتعلقة بالحكم الذاتي للإقليم والحقوق والحريات الفردية، منصوص عليها في قانون هونغ كونغ الأساسي، الذي يحدد نظام الحكم في منطقة هونغ كونغ الإدارية الخاصة، ولكنه يخضع لتفسير اللجنة الدائمة للمجلس الوطني لنواب الشعب (إن بّي سي إس سي).   
حاليًا، يُنتخب زعيم هونغ كونغ، الرئيس التنفيذي، من قبل لجنة انتخابات تضم 1200 عضوًا، على الرغم أن المادة 45 من القانون الأساسي تنص على أن «الهدف النهائي هو اختيار الرئيس التنفيذي عن طريق الاقتراع العام بناءً على ترشيح من قبل لجنة ترشيح واسعة النطاق وفقا للإجراءات الديمقراطية». فتح قرار اللجنة الدائمة لعام 2007 إمكانية اختيار الرئيس التنفيذي عن طريق الاقتراع العام في انتخابات الرئيس التنفيذي لعام 2017، واستمرت الجولة الأولى من المشاورات لتنفيذ الإصلاحات الانتخابية اللازمة لمدة خمسة أشهر من بداية عام 2014.  ثم قدم الرئيس التنفيذي ساي ليانغ، وفقًا للإجراءات المتبعة، تقريرًا إلى اللجنة الدائمة يدعوهم لمناقشة ضرورة تعديل طريقة اختيار الرئيس التنفيذي.
في أوائل يناير عام 2013، نشر الباحث القانوني بيني تاي مقالًا عن إطلاق عصيان مدني سلمي سيقام في سنترال في حال فشل اقتراح الحكومة في تلبية «المعايير الدولية فيما يتعلق بالاقتراع العام». شُكلت مجموعة سميت احتلال سنترال بالحب والسلام (أو سي إل بّي) في مارس 2013 وعقدت جولات من المشاورات حول مقترحات واستراتيجيات الإصلاح الانتخابي. في يونيو عام 2014، أجرت أو سي إل بّي «استفتاء شعبي» على اقتراح الإصلاح الانتخابي الخاص بها والذي شارك فيه 792808 من السكان، أي ما يعادل أكثر من خمس الناخبين المسجلين.
في يونيو عام 2014، أصدرت الحكومة الشعبية المركزية ورقةً بيضاء بعنوان ممارسة سياسة «دولة واحدة ونظامان مختلفان» في منطقة هونغ كونغ الإدارية الخاصة تدعى «الولاية القضائية الشاملة» على الإقليم. وقالت «إن الدرجة العالية من الحكم الذاتي الممنوحة لإتش كي إس إيه ]منطقة هونغ كونغ الإدارية الخاصة [،لا تعتبر حكمًا ذاتيًا كاملًا وليست سلطة لامركزية. إنما هي سلطة لإدارة الشؤون المحلية كما تأذن به القيادة المركزية».

### قرار اللجنة الدائمة بشأن الإصلاح الانتخابي
في 31 أغسطس عام 2014، حددت الدورة العاشرة للجنة الدائمة في المجلس الشعبي الصيني الثاني عشر حدودًا لانتخابات المجلس التشريعي لعام 2016 وانتخاب الرئيس التنفيذي لعام 2017. بينما سمح القرار نظريًا بالاقتراع العام، فرض معيارًا لذلك وهو أن «يكون الرئيس التنفيذي شخصًا يحب البلاد ويحب هونغ كونغ»، ويشترط أنه «يجب على طريقة اختيار الرئيس التنفيذي عن طريق الاقتراع العام أن توفر ضمانات مؤسسية مناسبة لـهذا الغرض». ينص القرار أنه بالنسبة لانتخاب الرئيس التنفيذي لعام 2017، تُشكل لجنة ترشيح، تعكس اللجنة الانتخابية الحالية المكونة من 1200 عضو من أجل ترشيح اثنين أو ثلاثة مرشحين، يجب أن يحصل كل منهم على دعم أكثر من نصف أعضاء لجنة الترشيح. بعد الانتخابات الشعبية لأحد المرشحين المعينين، يجب أن يُعيين الرئيس التنفيذي المنتخب من قبل الحكومة الشعبية المركزية. لم تتغير عملية تشكيل المجلس التشريعي لعام 2016، ولكن بعد العملية الجديدة لانتخاب الرئيس التنفيذي، سيوضع نظام جديد لانتخاب المجلس التشريعي عن طريق الاقتراع العام بموافقة بكين.
كان مقررًا أن يكون قرار اللجنة الدائمة هو أساس الإصلاح الانتخابي الذي صاغه المجلس التشريعي. وتجمع المئات من المقترعين في ليلة إعلان بكين بالقرب من المكاتب الحكومية احتجاجًا على القرار.
في استطلاع للرأي أجرته الجامعة الصينية في هونغ كونغ بين تاريخ 8 و15 أكتوبر 2014، وافق 36.1٪ فقط من أصل 802 شخص شملهم الاستطلاع على قرار الإن بّي سي إس سي. وارتفع معدل القبول إلى 55.6٪ بشرط أن تقترح حكومة منطقة هونغ كونغ الإدارية الخاصة إضفاء الطابع الديمقراطي على لجنة الترشيح بعد المرحلة الثانية المخطط لها من المشاورات العامة.

## الأحداث

### يوليو 2014
في جو من السخط المتزايد، اجتذبت مسيرة الاحتجاج السنوية في 1 يوليو أكبر عدد من الأشخاص منذ عقدٍ من الزمن، وانتهى الاعتصام الذي دام حتى الصباح في سنترال بقيام 5000 من رجال الشرطة باعتقال أكثر من 500 شخص.

### سبتمبر 2014

#### الاحتجاجات الأولية
في اجتماع في هونغ كونغ في 1 سبتمبر لشرح قرار الإن بّي سي إس سي بتاريخ 31 أغسطس، قال نائب الأمين العام لي فاي إن الإجراء سيحمي الاستقرار الواسع في هونغ كونغ حاليًا وفي المستقبل. وقال مناصرو الديمقراطية إن القرار كان خيانة لمبدأ «شخص واحد، صوت واحد»، فإن المرشحين الذين تعتبرهم سلطات بكين غير ملائمين سيُحجبون بشكل استباقي من خلال هذه الآلية، وهي نقطة لم يتنصل لي منها وادعى أن العملية كانت «ديمقراطية». حضر التجمع حوالي 100 شخص من المقترعين، وطُرد بعضهم بسبب مقاطعتهم للمتحدثين. قامت الشرطة بتفريق مجموعة من المتظاهرين المُحتجين خارج الفندق الذي كان يقيم لي فيه، واعتقلت 19 شخصا بتهمة التجمع غير القانوني.
استجابةً لقرار الإن بّي سي إس سي، وعد المشرعون في الحزب الديمقراطي باستخدام حق النقض (الفيتو) إزاء إطار عمل كلتا العمليتين الانتخابيتين باعتبارهما غير ديمقراطيتين أساسًا. أعلنت حركة احتلال سنترال بالحب والسلام (أو سي إل بّي) أنها ستنظم احتجاجات العصيان المدني وقاد منظموها الثلاثة مسيرة احتجاج الراية السوداء في 14 سبتمبر 2017 من خليج كوزواي إلى سنترال.
في 13 سبتمبر عام 2014، احتج ممثلون من السكولريزم، ومن ضمنهم أغنيس تشاو تين البالغة من العمر 17 عامًا، احتجاجًا صغيرًا ضد قرار الإن بّي سي إس سي خارج المكاتب الحكومية في سنترال وأعلنوا مقاطعتهم لحصص طلاب الجامعات للأسبوع الذي يبدأ في 22 سبتمبر. شجع أليكس تشو الطلاب غير القادرين على الانضمام لهم ارتداء الشريط الأصفر دلالةً على دعمهم. حشد اتحاد الطلاب في هونغ كونغ (إتش كي إف إس) (الذي يمثل طلاب التعليم العالي) والسكولريزم الطلاب من أجل مقاطعة الحصص الدراسية، وبدء مسيرة اجتذبت 13000 طالب في حرم الجامعة الصينية في هونغ كونغ في ظهيرة يوم 22 سبتمبر.

## معرض صور

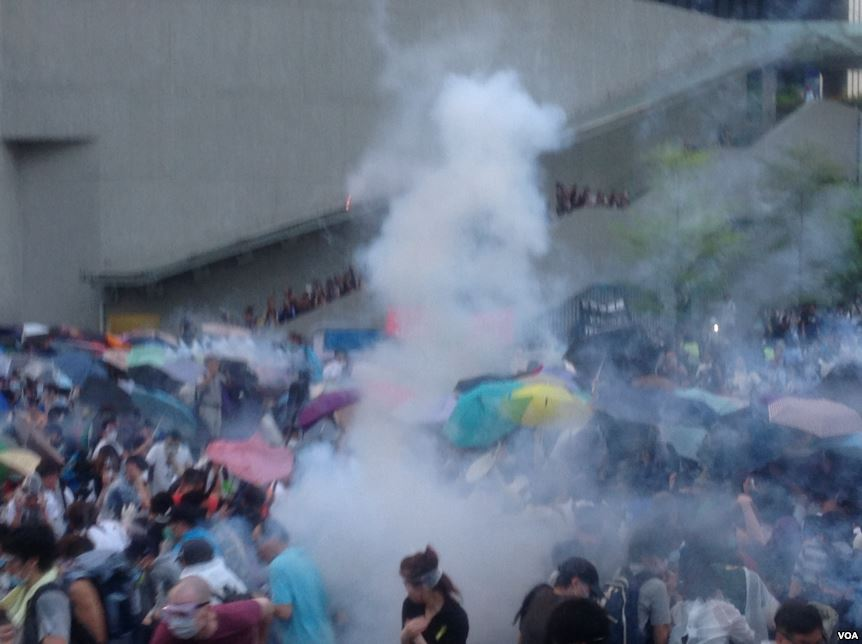
غاز مسيل للدموع يطلق على المحتجين
المحتجون يسدون طريقا رئيسيا
المظلات تستخدم للدفاع عن النفس
المجمع المركزي وقد تم احتلاله
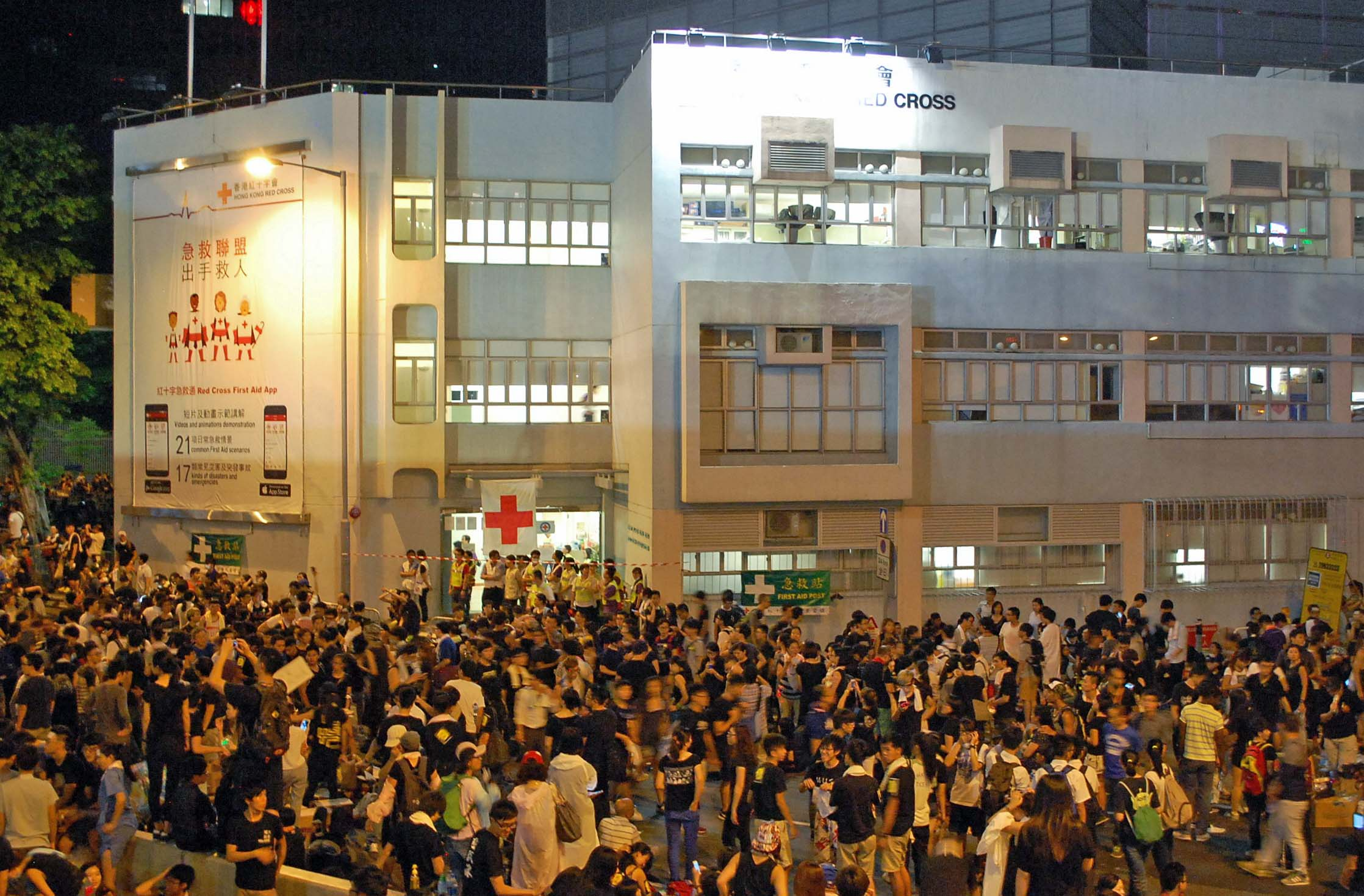
متطوعو الصليب الأحمر يقدمون الخدمات الطبية
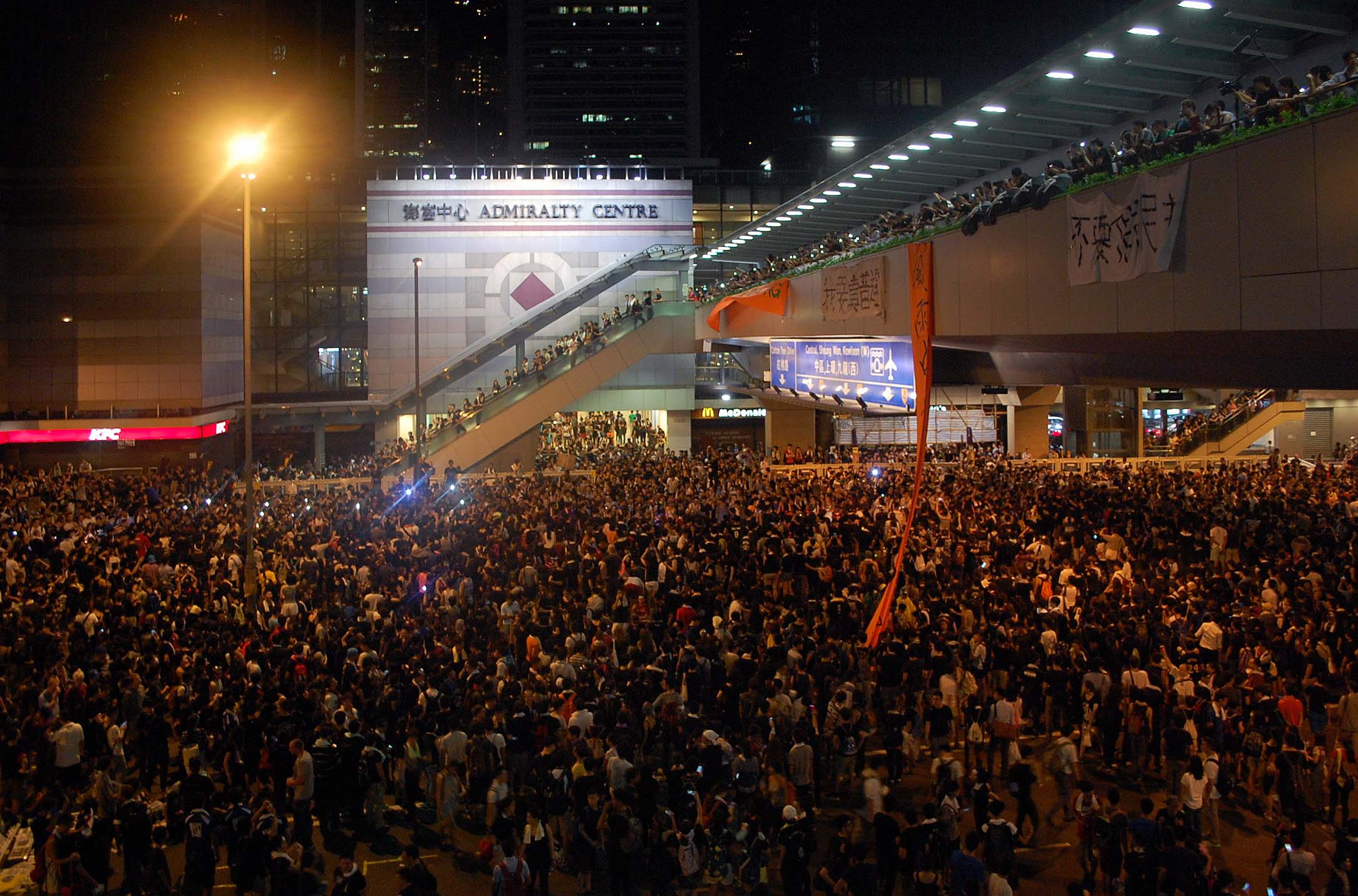
محتجون خارج مركز الأميرالية
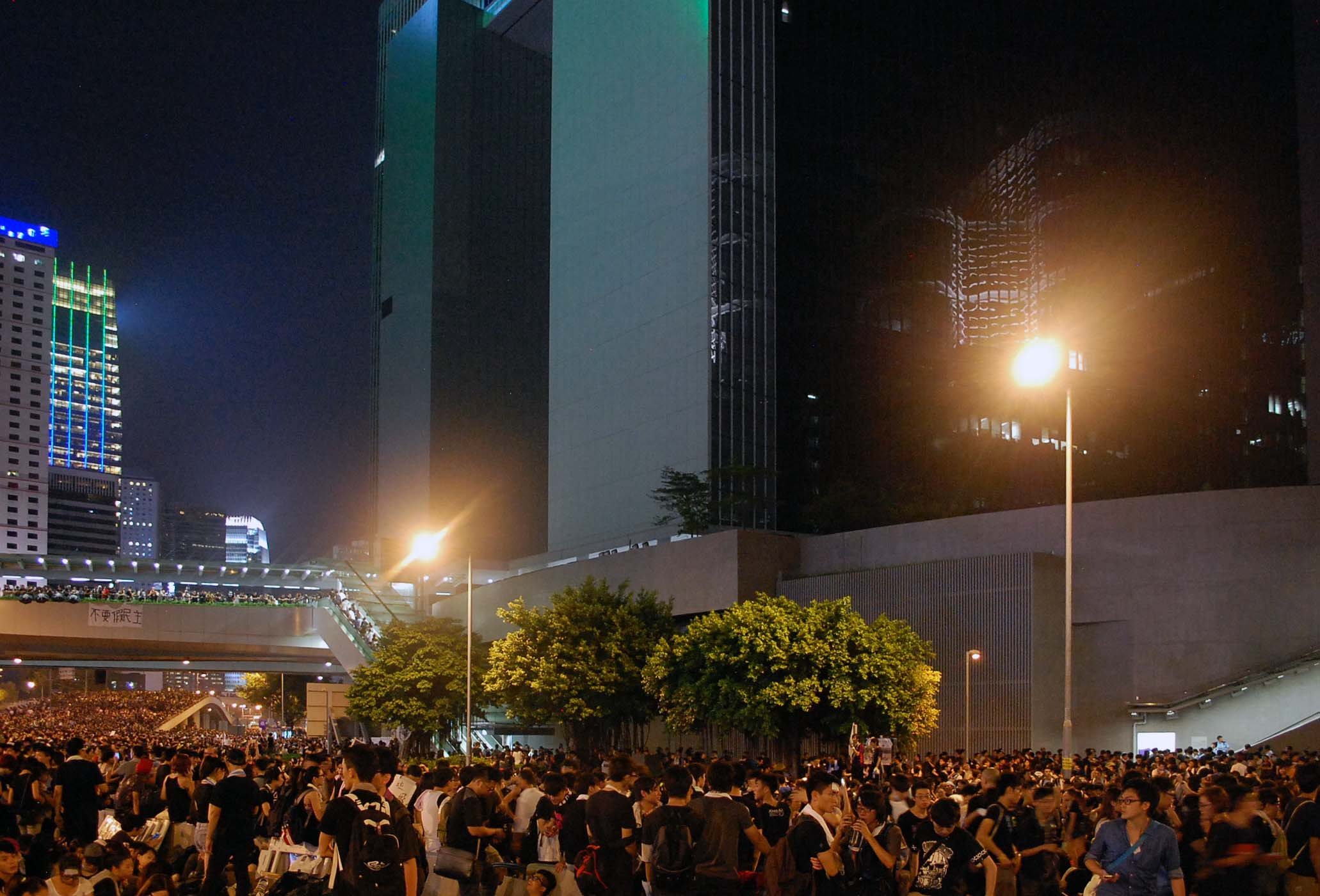
محتجون يقفون تحت مكاتب الحكومة المركزية

## وصلات خارجية
- مقاله موقع برجيكت سيندكت بتاريخ 24\10\2014
- "Hong Kong: Live Coverage of Occupy Central". South China Morning Post. 29 سبتمبر 2014. مؤرشف من الأصل في 2019-12-10. اطلع عليه بتاريخ 2014-09-29.